# روبي ستيفنز
روبي ستيفنز (بالإنجليزية: Ruby Stephens)‏ هي لاعب كرة قاعدة أمريكية، ولدت في 2 أكتوبر 1924 في كليرواتر في الولايات المتحدة، وتوفيت في 21 مارس 1996 في Holiday, Florida ‏ في الولايات المتحدة.